# قشلاق‌زینال‌کندی
قشلاق‌زینال‌کندی، روستایی از توابع بخش مرکزی شهرستان میاندوآب در استان آذربایجان غربی ایران است.

## جمعیت
این روستا در دهستان مکریان شمالی قرار دارد و براساس سرشماری مرکز آمار ایران در سال ۱۳۸۵، جمعیت آن ۱۱۴ نفر (۲۷ خانوار) بوده‌است.